# Davran Babaev
Davran Babaev (23 agosto 1972) è un ex calciatore kirghiso, di ruolo attaccante.